# Söderström
För andra betydelser, se Söderström (olika betydelser).

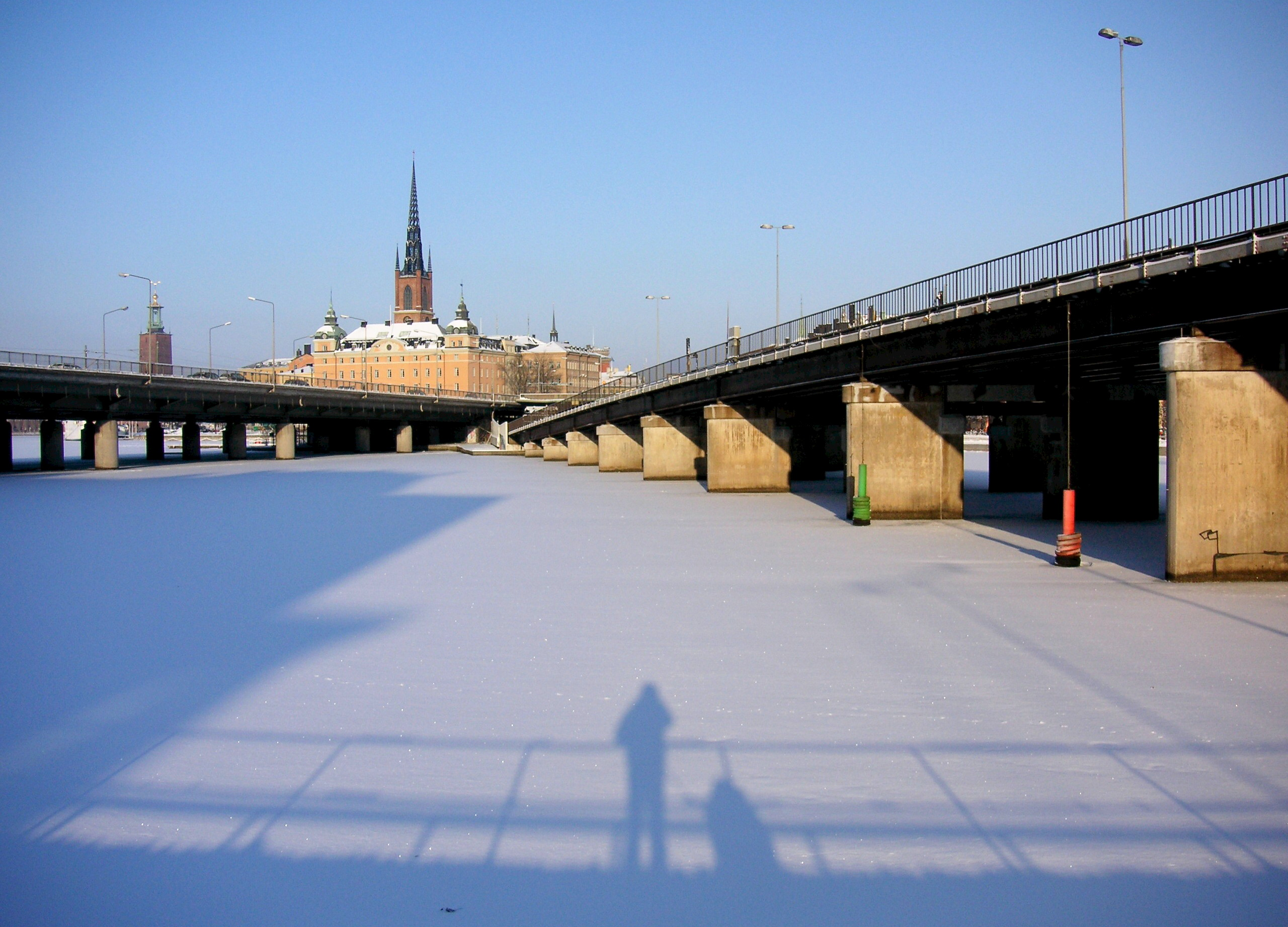
Resten av Söderström, t.v. Centralbron, t.h. Söderströmsbron, vintern 2006.

Söderström är ett vattendrag i centrala Stockholm. Söderut avgränsas Söderström av Södermalm, norrut av Gamla stan, västerut av Riddarfjärden och österut av vattenvägarna i området Slussen som leder vattnet till Saltsjön.

## Historik

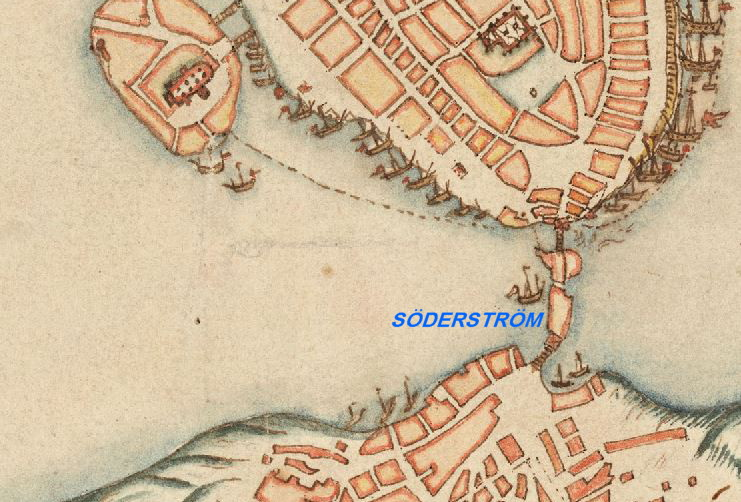
Söderström på en karta från 1642.

Under medeltiden gick sjöfarten genom Söderström mellan Stadsholmen (Gamla Stan) och Åsön (Södermalm) och det strömmande vattnet drev kvarnar och slipverk. Efter att Norrström hade spärrats med pålverk och broar var Söderström den enda segelbara leden mellan Mälaren och Saltsjön. Med landhöjningen och en allt större skillnad mellan Mälarens och Saltsjöns vattennivå blev det svårare att passera Söderström, speciellt i samband med vårfloden. Man grävde två rännor genom landtungan mellan Stadsholmen och Åsön. Den norra kallades Kvarnström och den södra hette Lilleström. Genom Lilleström passerade båtarna och mot en avgift halades de uppför strömmen (se Slussens historia). Över Lilleström byggdes även en vindbrygga.
För att förbättra farleden byggdes en sluss. Den första slussen på denna plats hette Drottning Kristinas sluss och konstruerades av holländare 1637 till 1642. Den var 6 meter bred och 1,5 meter djup. Den senaste är nuvarande slussen, kallad Karl Johanslussen, som byggdes på 1930-talet och invigdes 1936.

## Trafik
Idag passerar Centralbron och Söderströmsbron över Söderström medan Söderströmstunneln sträcker sig under Söderström. Tillsammans med Norrström mellan Gamla Stan och Norrmalm bildar Söderström det naturliga utloppet från Mälaren till Östersjön. Det är genom Söderström och den kommande Victoriaslussen som mindre båtar kan trafikera mellan Saltsjön och Mälaren. Större fartyg får välja Hammarbyleden.

## Bilder

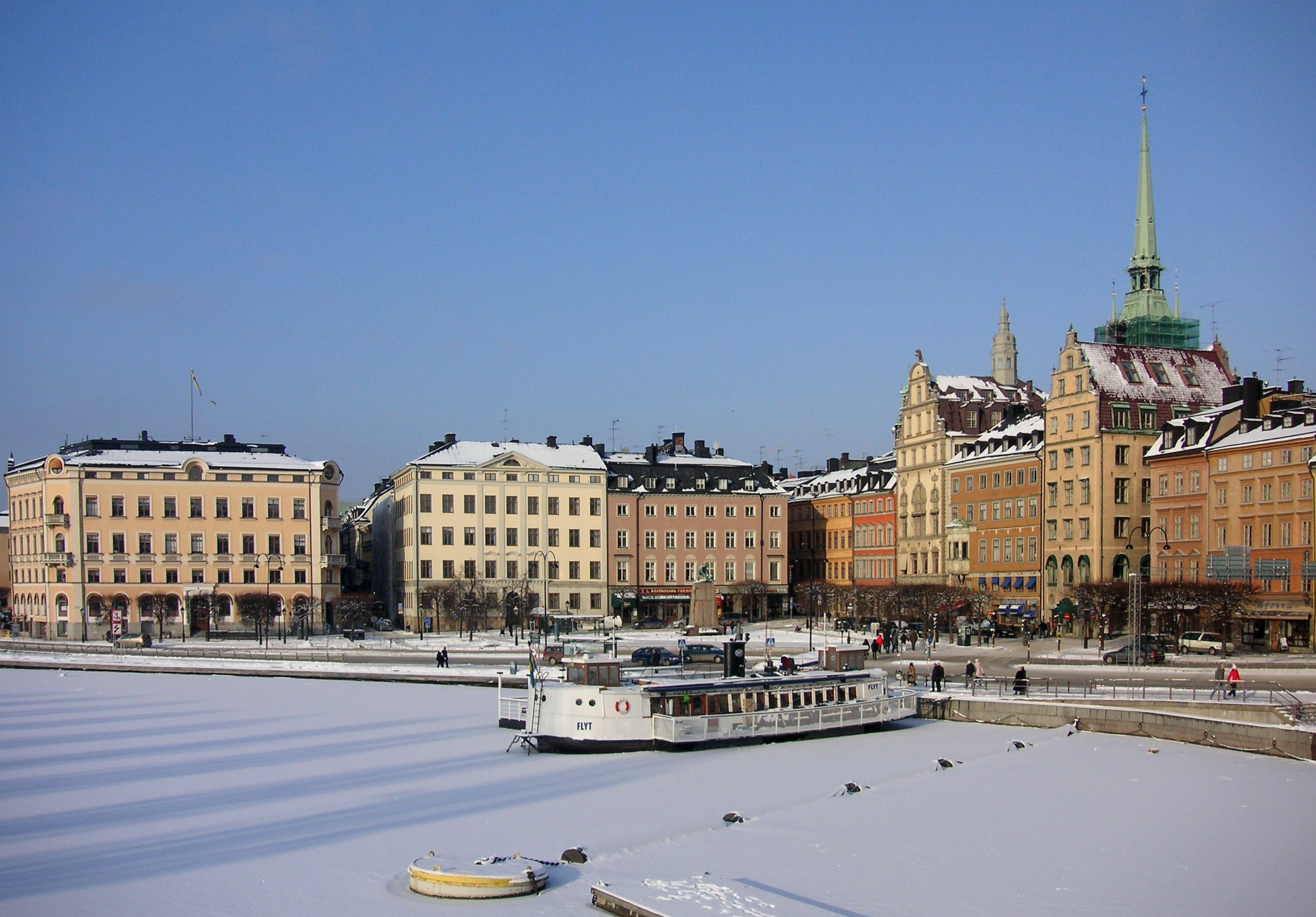
Söderström, Restaurang Flyt och Kornhamnstorg, vintern 2006
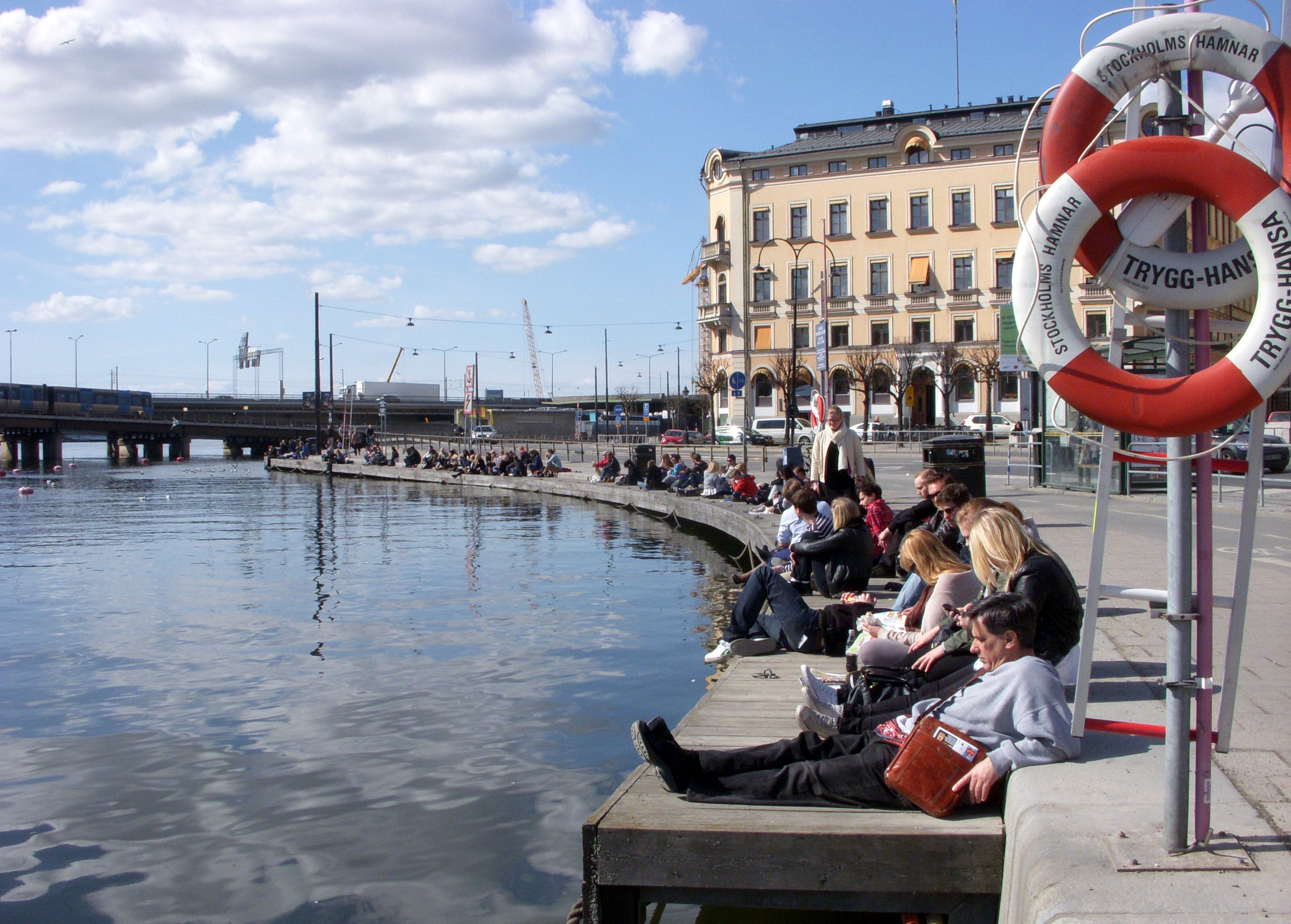
Lunchpaus vid Söderström, våren 2011
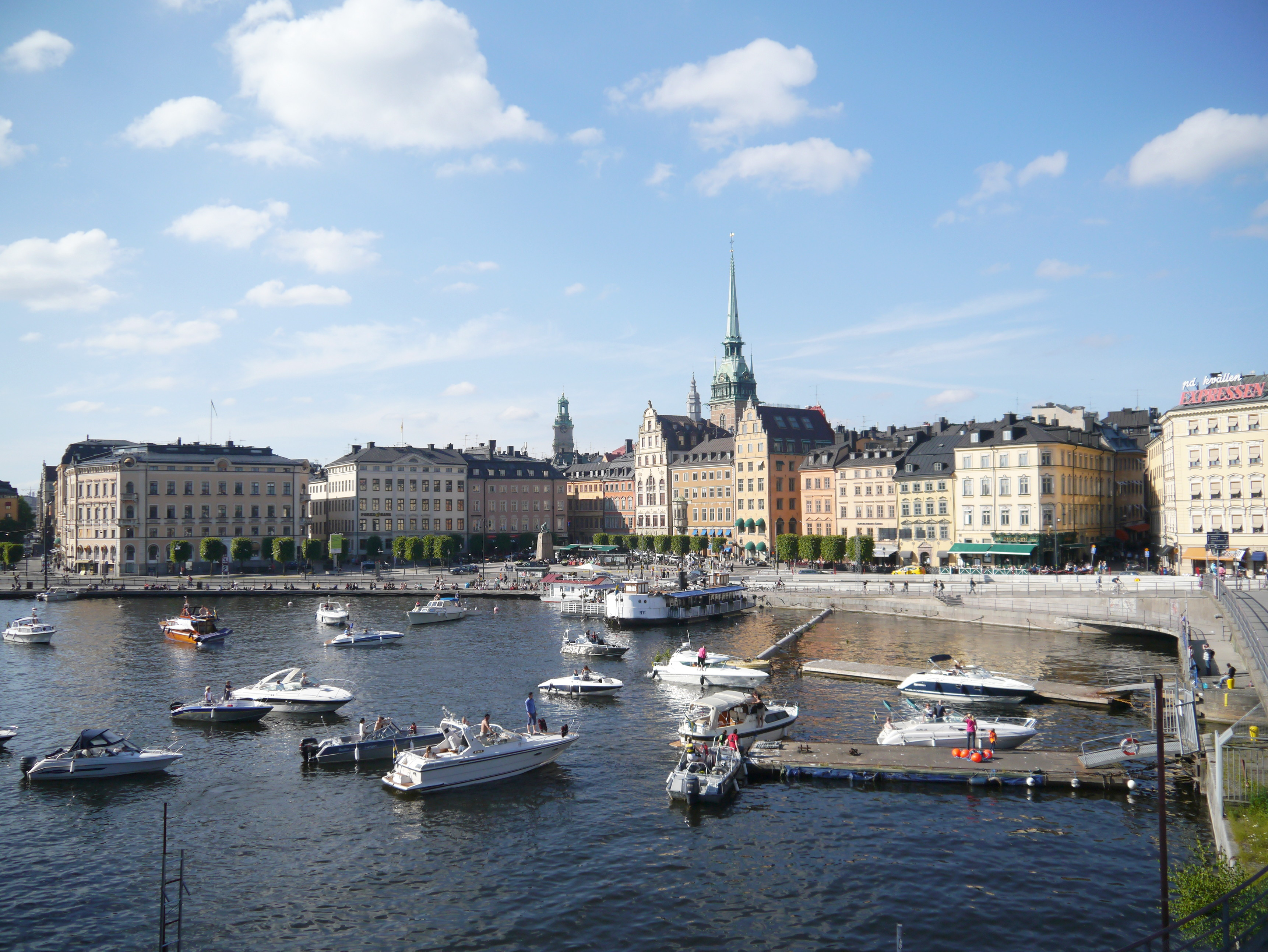
Fritidsbåtar på Söderström i väntan på slussning, sommaren 2013
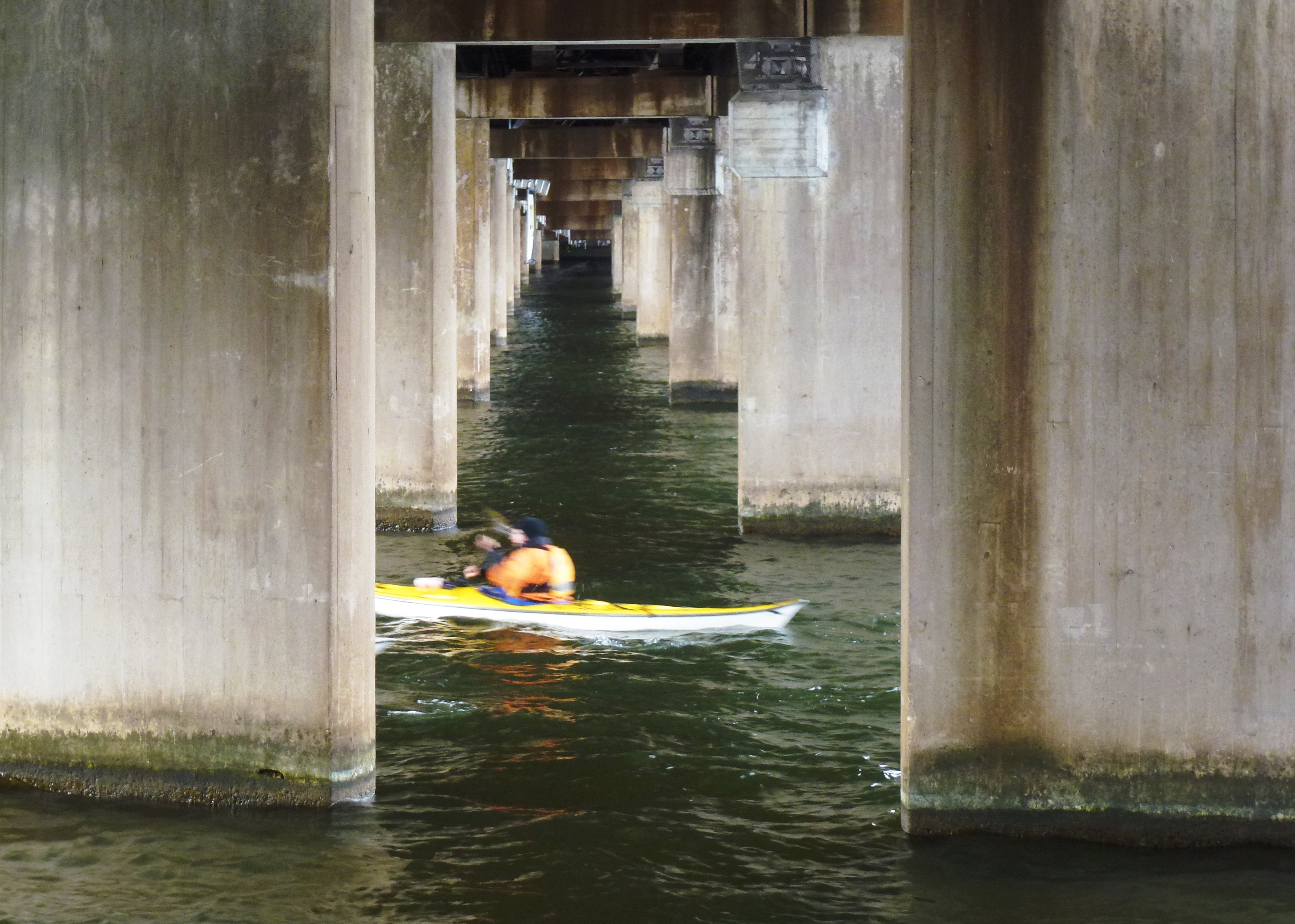
Söderström under Söderströmsbron, hösten 2014